# سكوت سبيدمان
سكوت سبيدمان (بالإنجليزية: Scott Speedman)‏ (و. 1975 – م) هو ممثل من كندا . ولد في لندن .

## التعليم
تعلم في جامعة تورنتو، وجامعة يورك(كندا)

## روابط خارجية
- سكوت سبيدمان على موقع IMDb (الإنجليزية)
- سكوت سبيدمان على موقع روتن توميتوز (الإنجليزية)
- سكوت سبيدمان على موقع قاعدة بيانات الأفلام العربية
- سكوت سبيدمان على موقع ألو سيني (الفرنسية)
- سكوت سبيدمان على موقع أول موفي (الإنجليزية)
- سكوت سبيدمان على موقع قاعدة بيانات الأفلام السويدية (السويدية)
- سكوت سبيدمان على موقع إن إن دي بي (الإنجليزية)
- سكوت سبيدمان على موقع قاعدة بيانات الفيلم (الإنجليزية)
- سكوت سبيدمان على موقع كينوبويسك (الروسية)